# Stephania grandiflora
Stephania grandiflora är en tvåhjärtbladig växtart som beskrevs av Lewis Leonard Forman. Stephania grandiflora ingår i släktet Stephania och familjen Menispermaceae. Inga underarter finns listade i Catalogue of Life.